# Orbexilum gracile
Orbexilum gracile là một loài thực vật có hoa trong họ Đậu. Loài này được (Torr. & A. Gray) Rydb. miêu tả khoa học đầu tiên năm 1919.